# Bombarral
Bombarral là một huyện thuộc tỉnh Leiria, Bồ Đào Nha. Huyện này có diện tích 92 km², dân số thời điểm năm 2001 là 13324 người.